# Lycoris sprengeri
Lycoris sprengeri là một loài thực vật có hoa trong họ Amaryllidaceae. Loài này được Comes ex Baker mô tả khoa học đầu tiên năm 1902.